# Център (квартал в Еюпсултан)
„Център“ (на турски: Merkez) е квартал на Истанбул, разположен в градска околия Еюпсултан. Общата му площ е 0,88 км2. Според данни на Адресната система за регистриране на населението (ABPRS) към 2024 г. населението на „Център“ е 11 706 жители.